# Stare grške bajke
Stare grške bajke (češ. Staré řecké báje a pověsti) sestavljajo bajke iz grške mitologije, ki jih je zbral češki pisatelj Eduard Petiška. Hkrati so zaradi šolskega domačega branja ena najbolj iskanih knjig v slovenskih knjižnicah (vir: cobiss top gradivo).

## Vsebina
- Prometej
- Vesoljni potop
- Devkalion in Pira
- Faeton
- Orfej in Evridika
- Ustanovitev mesta Tebe
- Evropa
- Kadem
- Pentej
- Midas
- Tantal
- Pelop
- Nioba
- O zlatem runu
- Friksos in Hela
- Jazon in Medeja
- Heraklej
- Perzej
- Dedal in Ikar
- Tezej
- Sizif
- Belerofont
- Ojdip in Antigona
- Filemon in Baucis
- Eros in Psihe
- Giges in čarovni prstan
- Trojanska vojna
- Orest
- Odisejeva popotovanja